# Stéphane Christidis
Stéphane Christidis, né le 4 juin 1981 à Nice, est un skipper français.
Il est onzième en dériveur double 49er mixte aux Jeux olympiques d'été de 2004 et sixième aux Jeux olympiques d'été de 2012. Huitième des Championnats du monde 2004 et champion du monde en 470 JH en 1998 et 1999, il est champion d'Europe en 470 en 2002 et médaillé de bronze européen en 2004.